# 吕行 (導演)
吕行（1986年9月7日—），生於黑龍江省哈爾濱市，北京電影學院畢業，中國男導演。有評價其製作風格「有創新和極致精神 擅長拍攝人物情緒的表達，故事邏輯清晰」。

## 生平
擁有博士學位的呂行早年在央視電影頻道參與電影電視製作。
2012年執導個人首部電影《草上飛》。
2018年獲第1屆初心榜“中國十大青年電視劇導演”獎榮譽。

## 作品
| 首播年份 | 劇名                             | 類型   |
| 2012     | 《草上飞》                       | 電影   |
| 2012     | 《成成烽火之浴血奋战》           | 電影   |
| 2012     | 《西域铁骑》                     | 電影   |
| 2015     | 《蝴蝶有棵樹》                   | 電影   |
| 2017     | 《无证之罪》                     | 電視劇 |
| 2019     | 《平凡的荣耀》                   | 電視劇 |
| 2021     | 《我们的新时代》單元《因為有家》 | 電視劇 |
| 2021     | 《我是真的爱你》                 | 電視劇 |
| 2022     | 《回来的女儿》                   | 電視劇 |
| 待播     | 《雪迷宮》                       | 網路劇 |

## 獎項
| 年份 | 獎項                                      | 作品           | 結果 |
| 2018 | 第1屆初心榜“中國十大青年電視劇導演”       | 《无证之罪》   | 獲獎 |
| 2020 | 第3屆初心榜 劇集單元—2020年度五大青年導演 | 《平凡的榮耀》 | 提名 |

## 外部連結
- 吕行在豆瓣上的资料（简体中文）